# Projet 119
Le Projet 119 est un programme gouvernemental mené par la république populaire de Chine ayant pour objectif d'accéder au premier rang des nations au classement des médailles d'or pour les Jeux olympiques d'été de 2008 à Pékin, en améliorant les résultats des athlètes chinois dans des disciplines où ils sont historiquement plus faibles.

## Histoire
En 2001, la république populaire de Chine est désignée pour organiser les XXIXe Jeux olympiques d'été en 2008. Dès lors, la Chine projette de briller pour les Jeux organisés dans son pays et ambitionne de se classer en tête des pays en nombre de médailles d'or.
Cependant, les autorités sportives constatent, qu'au cours des Jeux olympiques d'été de 2000 à Sydney, les athlètes chinois n'ont pas particulièrement brillé dans 3 domaines : l'athlétisme, la natation et les sports d'eau en extérieur (aviron, canoë-kayak et voile). Alors que la délégation américaine (principal concurrent dans cet objectif) quitte Sydney avec 20 titres olympiques dans ces disciplines, la Chine ne gagne qu'un seul titre en 20 km marche. Au total, 119 titres étaient mis en jeu dans ces sports en 2000.
Le projet 119 voit donc le jour avec pour objectif de se rapprocher des États-Unis dans ces disciplines et ainsi remporter le plus de médailles d'or lors de l'olympiade de 2008. Pour cela, Pékin décide d'investir dans ces sports, en recrutant des entraîneurs étrangers, en modernisant ses infrastructures des centres d'entraînements nationaux et en détectant les futurs talents au plus jeune âge,. Certaines rumeurs parlent même d'utilisation de méthodes moins légales, telles que des programmes génétiques, du dopage ou encore l'infiltration de fédérations sportives étrangères.
En 2008, le nombre de titres mis en jeu dans ces disciplines atteint 122.

## Résultats avant les Jeux olympiques d'été de 2008
Les Jeux olympiques d'été de 2004 à Athènes constituent un essai grandeur nature pour voir les effets du programme. Au total, la Chine rentre de Grèce avec 4 titres olympiques dans les disciplines ciblées :
- 110 m haies pour Liu Xiang
- 10 000 m femmes pour Xing Huina
- Canoë-kayak C2-500m hommes pour Meng Guanliang et Yang Wenjun
- Natation (100 m brasse femmes) pour Luo Xuejuan

Ces résultats encourageant sont ensuite confirmés, notamment en aviron.
En 2007, la Chine arrive en tête des points à la régate d'Amsterdam de la Coupe du monde d'aviron.
En juin 2008, l'équipe de Chine surprend à nouveau lors de la régate suisse de la coupe du monde d'aviron.

## Bilan des Jeux olympiques de 2008
| Sport                 |   |   |   | Total |
| Natation              | 1 | 3 | 2 | 6     |
| Aviron                | 1 | 1 | 0 | 2     |
| Voile                 | 1 | 0 | 1 | 2     |
| Canoë-kayak           | 1 | 0 | 0 | 1     |
| Athlétisme            | 0 | 0 | 2 | 2     |
| Natation synchronisée | 0 | 0 | 1 | 1     |
| Total                 | 4 | 4 | 6 | 14    |

À l'issue des Jeux olympiques d'été de 2008, le bilan de ce programme reste mitigé, voire décevant.
L'objectif de se rapprocher des États-Unis en nombre de titres olympiques dans les disciplines visées est loin d'être atteint. Les athlètes américains reviennent en effet de Pékin avec 22 titres olympiques, dont 12 en natation et 7 en athlétisme. Les athlètes chinois ne gagnent qu'un seul titre en natation et aucun en athlétisme.